# Louis-François Rozé
Louis-François Rozé est un religieux et un homme politique français né le 21 mai 1737 à Paris et décédé le 2 septembre 1792 à Paris.
Curé de Malleville (Eure), il est député du clergé aux états généraux de 1789 pour la bailliage de Caux. Il cesse de siéger à partir du 1er août 1790.

## Sources
- « Louis-François Rozé », dans Adolphe Robert et Gaston Cougny, Dictionnaire des parlementaires français, Edgar Bourloton, 1889-1891 [détail de l’édition]